# Exellia
Exellia là chi thực vật có hoa trong họ Annonaceae.